# محمدحسین جهانبخش
محمدحسین جهانبخش مدیر اجرائی اهل ایران است. وی در دولت‌های نهم و دهم در استان‌های خراسان شمالی و بوشهر مجموعاً نزدیک به پنج سال استاندار بوده‌است.

## زندگی‌نامه
محمدحسین جهانبخش در سال ۱۳۳۴ در شهر خضری از توابع شهرستان قاینات متولد شد. وی در اوایل انقلاب به خدمت آموزش و پرورش درآمد و چند سال را در کسوت معلمی گذراند. به گفته او «مشعشع‌ترین» دوران خدمتش، دوره معلمی بوده‌است.
وی سپس به وزارت کشور منتقل و در دولت اول هاشمی رفسنجانی به عنوان معاون فرماندار شهرستان کاشمر مشغول به کار شد. پس از آن به عنوان فرماندار شهرستان تربت حیدریه منصوب و تا سال ۱۳۷۷ در این مسئولیت حضور داشت. با تغییر دولت و تحولات مدیریتی صورت گرفته پس از روی کار آمدن دولت اصلاح طلب سیدمحمد خاتمی، از مسئولیت‌های اجرایی کنار گذاشته شد و در فاصله ۱۳۷۸ تا ۱۳۸۴ در نهادهایی ازجمله صدا و سیما و بنیاد جانبازان به خدمت پرداخت.
جهانبخش پس از روی کارآمدن دولت محمود احمدی‌نژاد در سال ۱۳۸۴ به عنوان مدیرکل سازمان فنی و حرفه‌ای خراسان رضوی منصوب شد (۱۳۸۴ تا ۱۳۸۶). پس از آن در ۲۷ مهرماه ۱۳۸۶ توسط هیئت دولت به عنوان استاندار خراسان شمالی انتخاب شد. او به «استاندار ۱۰۰۰ روزه» خراسان شمالی مشهور شده‌است.
ظاهراً مناسبات تیره برخی نمایندگان استان و استاندار موجب شد تا استاندار خراسان شمالی و استاندار بوشهر در اقدامی بی‌سابقه با یکدیگر جابجا شوند. به این ترتیب محمدحسین جهانبخش در استانداری بوشهر و ابوطالب شفقت در استانداری خراسان شمالی به کار خود ادامه دادند.
دوره استانداری او در بوشهر حدود دو سال و دو ماه بود و در بیستم شهریور ۱۳۹۱ از این سمت برکنار و بازنشسته شد.
وی پس از بازنشستگی، در انتخابات چهارمین دوره شوراهای اسلامی شهر و روستا از شهر مشهد کاندیدا شد و توانست در کنار سایر اصولگرایان به عنوان سومین منتخب مردم مشهد به عضویت شورای اسلامی این شهر در آید و از سال ۱۳۹۲ تا ۱۳۹۶ در این نهاد به فعالیت بپردازد.

## فعالیت‌های سیاسی
در دوازدهمین انتخابات ریاست جمهوری در سال ۱۳۹۶، نام وی به عنوان یکی از امضاء کنندگان بیانیه حمایت ۳۷ استاندار سابق و اسبق از سیدابراهیم رئیسی منتشر شد.